# Chalid Arrab
Chalid „Die Faust“ Arrab (* 28. Mai 1975 in Köln) ist ein deutscher Mixed-Martial-Arts-Kämpfer. Er ist 1,79 m groß und wiegt ca. 93 kg. Seine Eltern stammen aus Marokko.
Chalid Arrab fing im Alter von elf Jahren mit Karate und Kung Fu an und wurde dank seiner starken Rechten schnell fürs Boxen entdeckt. Er wechselte zu Bayer 04 Leverkusen und wurde dort auf Anhieb Deutscher Mannschaftsmeister im Schwergewicht. Namhafte Trainer der deutschen Box-Szene bemühten sich um ihn, Chalid wechselte aber zum Ringen. So ausgebildet nahm er 2000 an den „Absolute Fighting Championships“ in Russland teil, die er als erster Europäer gewann. Dort wurden auch die Organisatoren des K-1 Grand Prix auf ihn aufmerksam. Seine größten Erfolge im K-1 waren der Gewinn des Grand Prix in Las Vegas 2006 sowie das Erreichen des World Grand Prix Finales 2006, wo er zwar im ersten Kampf gegen Ernesto Hoost ausschied, aber erst nach der Extrarunde. Hoost war seines Zeichens viermaliger Gewinner des K-1 World Grand Prix.
2007 konnte er sich aufgrund einer Punktniederlage gegen Glaube Feitosa ebenso wie 2008 nach schwerem K. o. gegen Ruslan Karajew nicht für das World Grand Prix Finale qualifizieren.

## MMA-Statistik
| Ergebnis   | Profi-Rekord | Gegner                       | Datum             | Veranstaltung                                     | Methode                                | Runde | Zeit  |
| ---------- | ------------ | ---------------------------- | ----------------- | ------------------------------------------------- | -------------------------------------- | ----- | ----- |
| Sieg       | 1-0          | Spartak Kochnev              | 29. April 2000    | IAFC - Pankration World Championship 2000 - Tag 2 | TKO (Schläge)                          | 1     |       |
| Niederlage | 1-1          | Ramazan Mezhidov             | 29. April 2000    | IAFC - Pankration World Championship 2000 - Tag 2 | Aufgabe (Rear-Naked Choke)             | 1     |       |
| Sieg       | 2-1          | Peter Varga                  | 22. April 2001    | MillenniumSports - Veni Vidi Vici                 | Aufgabe (Arm Lock)                     |       |       |
| Sieg       | 3-1          | Roman Zentsov                | 11. November 2001 | M-1 MFC - Russia vs. The World 2                  | TKO (Schläge)                          | 1     | 0:53  |
| Sieg       | 4-1          | Stanislav „Stas“ Nuschik     | 15. Februar 2002  | M-1 MFC - European Championship 2002              | KO (Schläge)                           | 1     | 3:46  |
| Niederlage | 4-2          | Jeremy „Gumby“ Horn          | 16. März 2003     | 2H2H 6 - Simply the Best 6                        | Punktentscheidung (einstimmig)         | 1     | 15:00 |
| Sieg       | 5-2          | Rodney Glunder               | 5. Oktober 2003   | Pride - Bushido 1                                 | Punktentscheidung (einstimmig)         | 2     | 5:00  |
| Niederlage | 5-3          | Kazuhiro „King Kaz“ Nakamura | 23. Mai 2004      | Pride - Bushido 3                                 | Aufgabe (Armbar)                       | 1     | 4:45  |
| Sieg       | 6-3          | Yukiya Naito                 | 26. März 2005     | K-1 - Hero's 1                                    | Punktentscheidung (einstimmig)         | 2     | 5:00  |
| Sieg       | 7-3          | Hiromitsu Kanehara           | 5. November 2005  | K-1 HERO's - HERO's 2005 in Seoul                 | Punktentscheidung (Mehrheitsentscheid) | 2     | 5:00  |